# كنيسة سان بيدرو وسان إيلديفونسو
الكنيسة الأبرشية لسان بيدرو وسان إيلديفونسو هي كنيسة على الطراز الرومانسكي في الأصل، تقع في مدينة سمورة، إسبانيا. وهي ثاني أكبر وأهم كنيسة في المدينة بعد كاتدرائية سمورة [الإنجليزية]. أُعلنت ككنيسة أبرشية في 1500 بموجب مرسوم من دون خوان دي أغيلار. وهي مصنفة كمعلم وطني منذ 1974.

## تاريحها ووصفها
بدأ بناء البناء الحالي في القرن الحادي عشر بأمر من الملك فرناندو الأول ملك ليون وقشتالة، على كنيسة سانتا ليوكاديا القديمة، والتي ربما كانت من أصل قوطي غربي. وخضعت للترميم والتوسعة بنفس الأسلوب نحو نهاية القرن الثاني عشر وخلال القرن الثالث عشر، ولكن منذ القرن الخامس عشر فصاعداً خضعت لسلسلة من التعديلات التي لم تبق اليوم سوى القليل من الطراز الروماني الأصلي، عند الجدار الجنوبي، وجزء من الجدار الشمالي، والمحراب المركزي نصف الدائري، والجملون، والباب الشمالي، يقع خلف الباب الكلاسيكي الحديث الحالي، مع ثلاثة أقواس نصف دائرية ترتكز على دعامة من ثلاثة أزواج من الأعمدة ذات التيجان الورقية والحلزونية؛ والباب الجنوبي (المغلق حالياً) ذو ثلاثة أقواس نصف دائرية مفصصة على أعمدة ذات تيجان من أوراق الشجر وأربعة أقواس عمياء. وفي ذلك القرن عُدل هيكلها بالكامل، حيث انتقلت من ثلاثة صحون إلى واحدة ذات أقواس مضلعة. عبر إزالة صفين من الدعامات الداخلية، كان من الضروري بناء الدعامات الطائرة التي يمكن رؤيتها فوق شارع سان بيدرو، لدعم السقف. في نهاية القرن السابع عشر، جُددت الكنيسة الرئيسية وإعادة بناء خزانة الملابس. وبين عامي 1719 و1723، أصلح خواكين بينيتو تشوريغيرا (مؤلف المذبح الرئيسي الباروكي القديم للكاتدرائية) الجزء الداخلي وجدد البرج وبنى المدخل الغربي - الذي يواجه شارع كالي ديل أرسيبرستي. وأخيراً، في نهاية القرن الثامن عشر، بُنيت البوابة الشمالية (المواجهة لملتقى الشوارع) على الطراز الكلاسيكي الجديد.

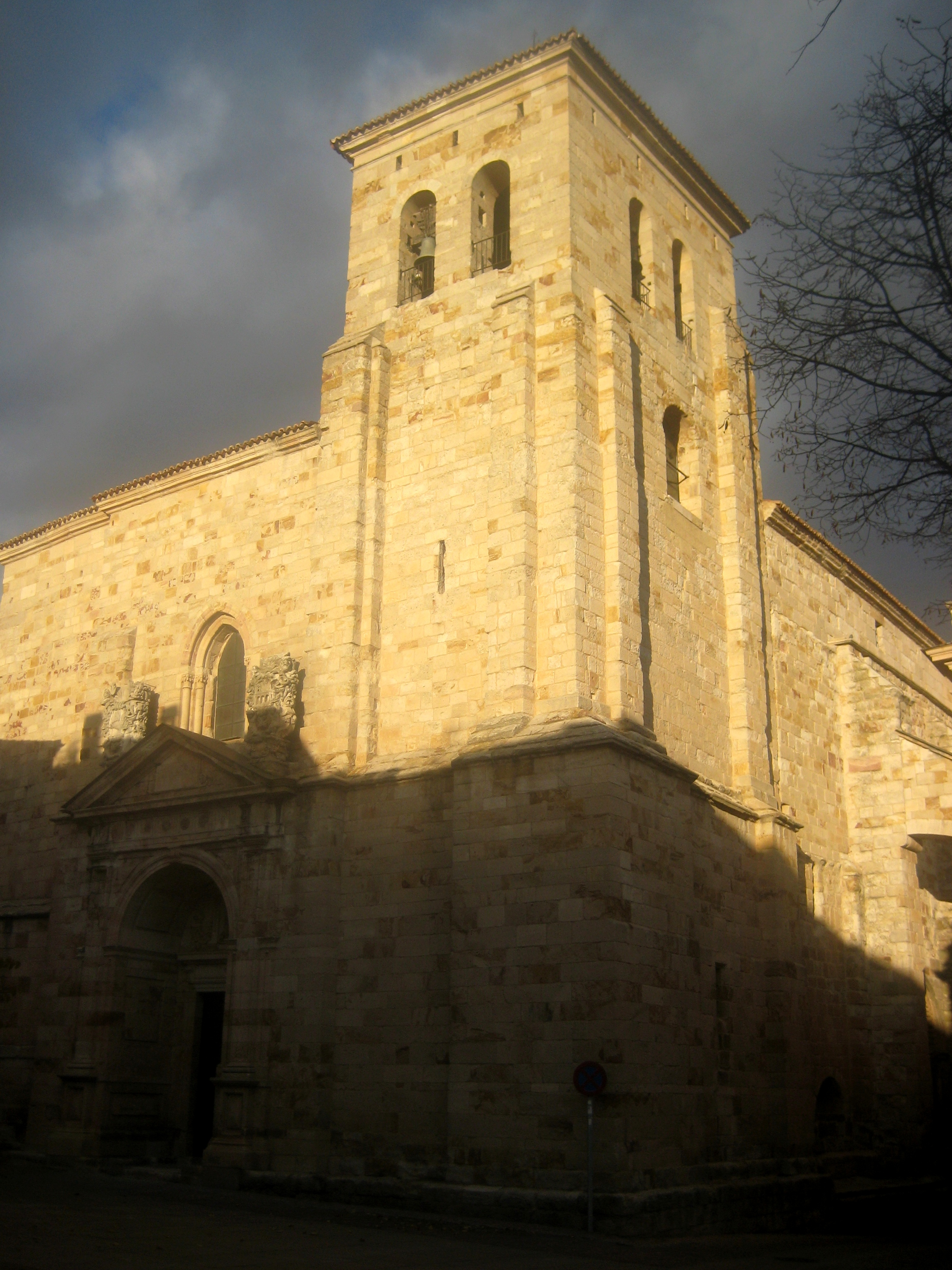
برج الكنيسة..
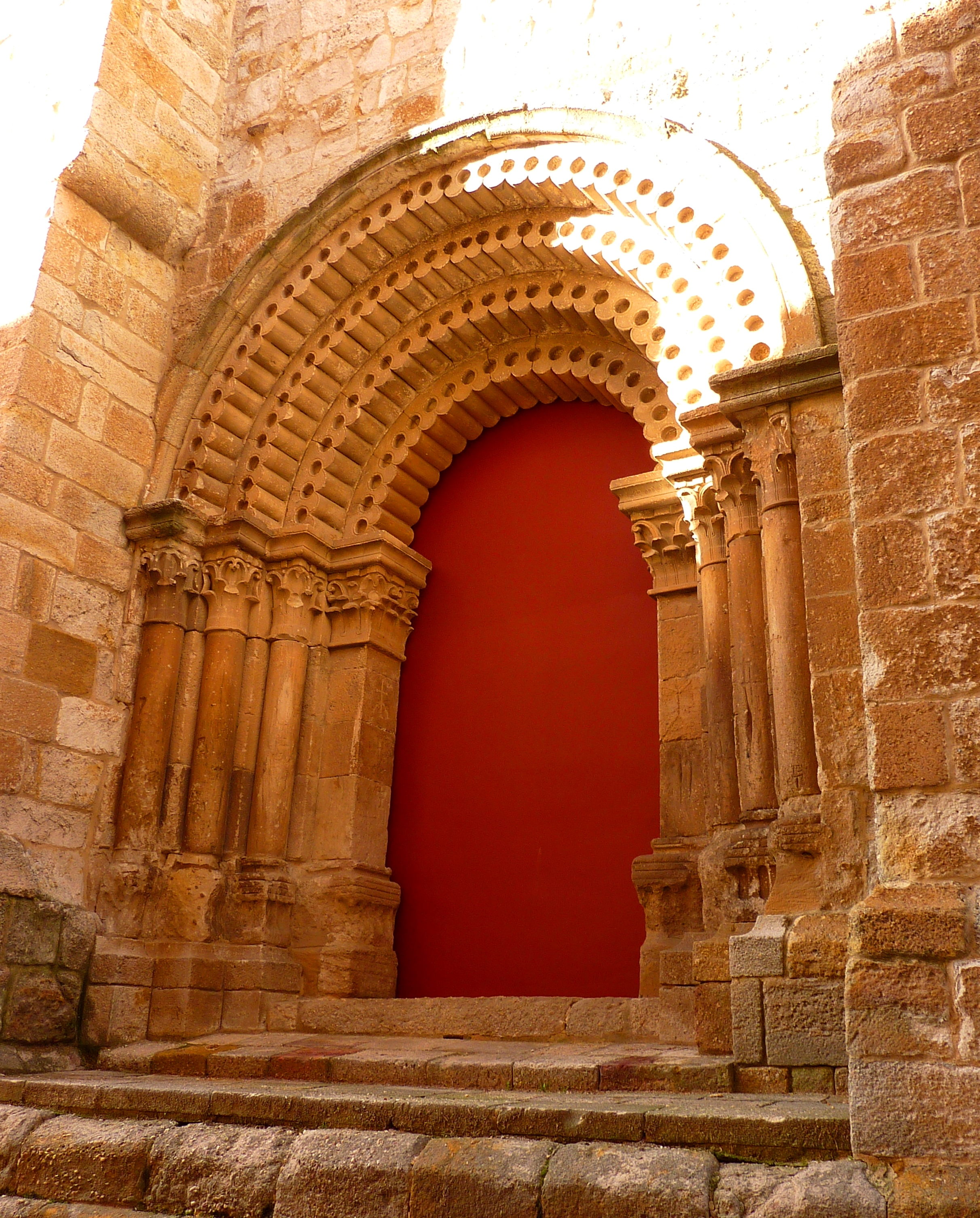
الباب الجنوبي (مغلق حالياً).
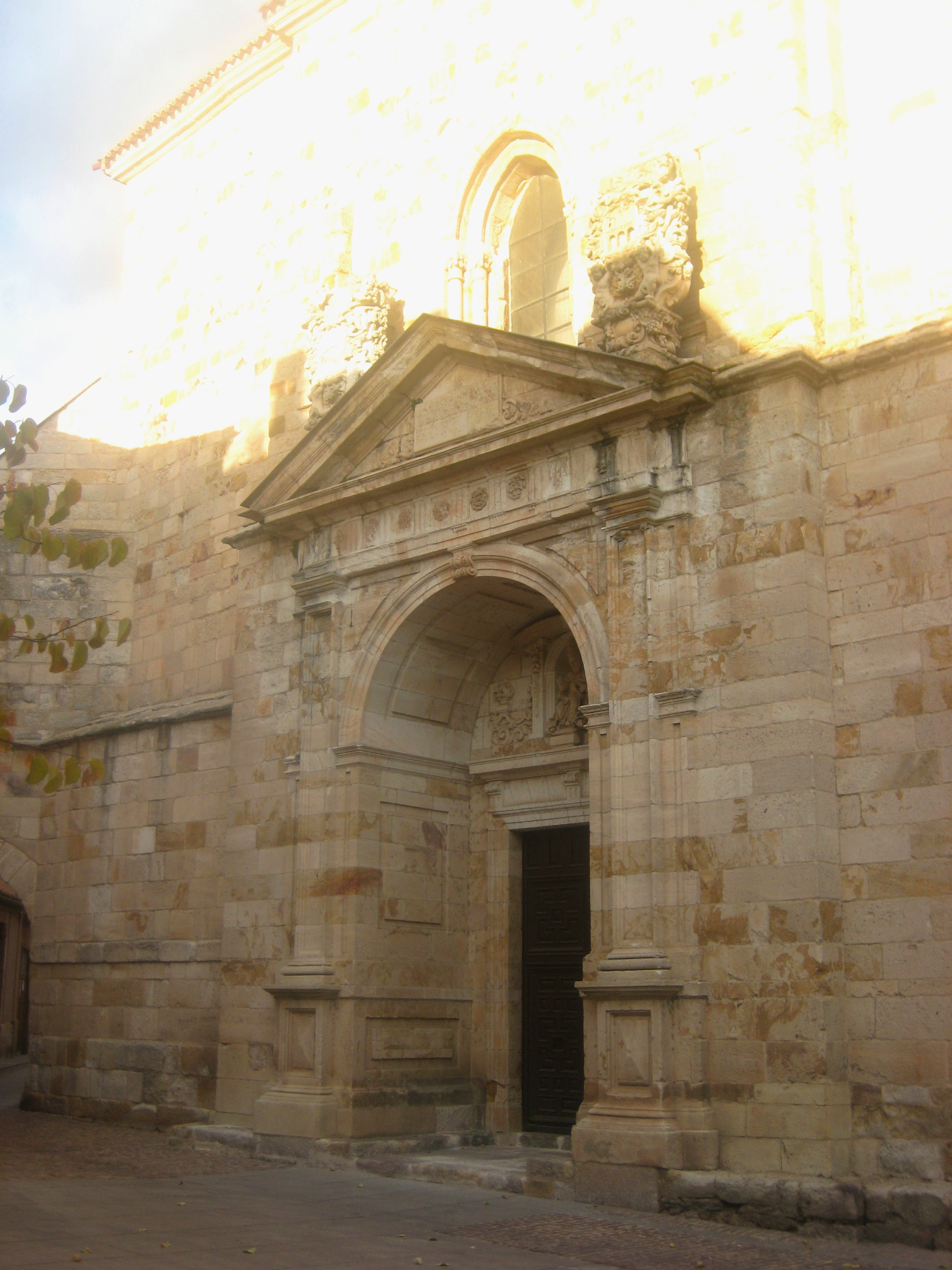
الواجهة الغربية، عمل المهندس المعماري خواكين بينيتو تشوريغيرا.